# مارک لیندزی چپمن
مارک لیندزی چپمن (انگلیسی: Mark Lindsay Chapman؛ زادهٔ ۸ سپتامبر ۱۹۵۴) هنرپیشه اهل انگلستان است.
از فیلم‌ها یا برنامه‌های تلویزیونی که وی در آن نقش داشته‌است می‌توان به تایتانیک، دالاس، بتهوون شماره ۴، فصل ۲۷، زندگی‌های جدا و گوتیک آمریکایی اشاره کرد.